# Rallyestreifen

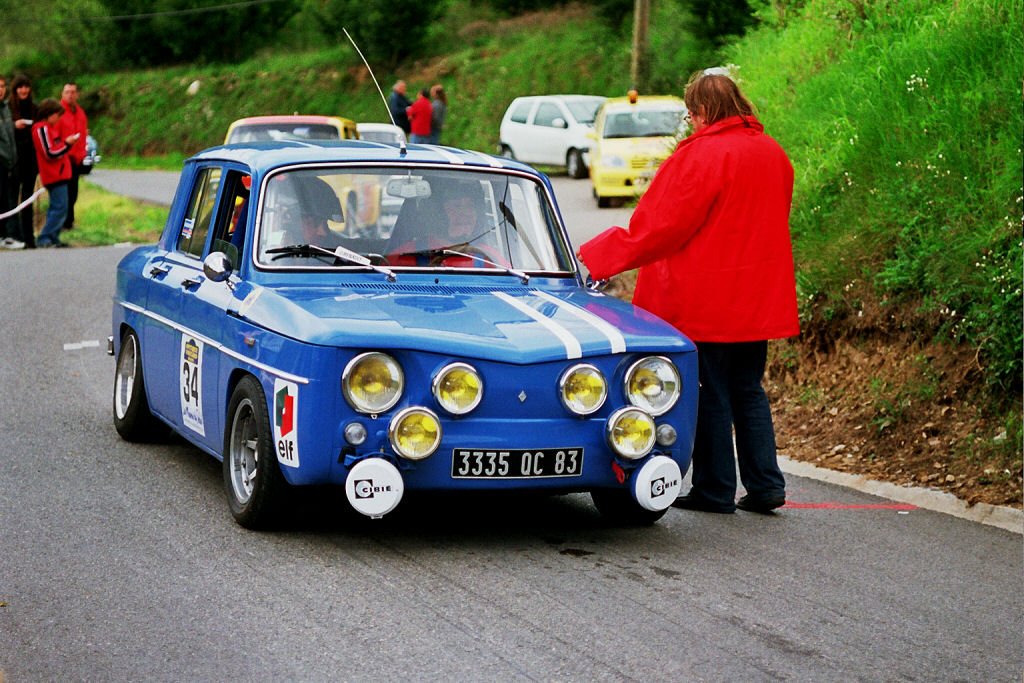
Renault 8 Gordini mit Rallyestreifen

Als Rallyestreifen werden umgangssprachlich mehrere – üblicherweise zwei, seltener auch drei – parallel zur Längsachse eines Fahrzeugs in relativ nahem Abstand zueinander und meist über die gesamte Länge des Fahrzeugs auf die Karosserie aufgebrachte Streifen bezeichnet, die sich farblich von der Farbe des Karosserielacks deutlich absetzen. In der Regel werden Rallyestreifen nicht lackiert, sondern als Klebestreifen aufgebracht.
Rallyestreifen entstammen dem Motorsport, wo jeder Rennstall für die Boxencrews zur Unterscheidung der Fahrzeuge aus der Ferne eine eigene Farbe hatte. In den 1970er und 1980er Jahren erlangten sie auch bei „sportlichen“ Fahrern von Fahrzeugen mit Straßenzulassung Beliebtheit, die damit ihre fahrerischen Ambitionen nach außen signalisierten. Dem Kunsthistoriker Christian Janecke zufolge stehen sie für eine Stilisierung der Rennstrecken ebenso wie für die Bewegungsspur in Comics.
Einige Fahrzeughersteller bieten Rallyestreifen für bestimmte Modelle von Werk aus an, teilweise als Sonderausstattung, etwa für den Suzuki Swift oder den VW up!. Renault verwendete weiße Doppelstreifen auf (meist) blauer Karosserie als Unterscheidungsmerkmal seiner Gordini-Modelle.